# BongaCams
BongaCams es un sitio web para adultos con sede en los Países Bajos que ofrece actuaciones de cámaras web en vivo por modelos de cámaras web, camboys y parejas que generalmente presentan desnudos y actividad sexual que van desde estriptis y conversación erótica hasta masturbación con juguetes sexuales. Todos los visitantes pueden unirse a salas de chat generales, mientras que las modelos pueden ganar dinero en espectáculos privados y al obtener consejos de usuarios registrados. BongaCams fue uno de los primeros sitios web principales en implementar la seguridad HTTPS. Es uno de los sitios web de cámaras para adultos más grandes de Europa, compitiendo con el sitio web estadounidense Chaturbate. A partir de junio de 2020, el sitio ocupa el puesto 35 en el ranking global de Alexa, y estaba entre los 10 sitios web más populares en varias localidades, como Ucrania, Bulgaria y Moldavia.
El programa de afiliados de BongaCash y el sitio web modelo BongaModels también forman parte de la red BongaCams.

## Historia
El sitio web se lanzó en 2012. En 2015, BongaCams fue uno de los 100 sitios web más visitados en el mundo según Alexa y uno de los sitios web para adultos más visitados en Internet. 
El sitio web recibió su primer premio en 2016, convirtiéndose en el mejor sitio emergente de cámaras en vivo en los Live Cam Awards 2016.
En diciembre de 2016, BongaCams adquirió RusCams.com.
En marzo de 2017, adquirieron otro sitio de cámaras CamFuze.com.
En enero de 2017, el periódico maltés The Malta Independent informó que BongaCams era más popular entre los malteses que Wikipedia.

## Premios y nominaciones
| Año  | Resultado | Premio                                     |
| ---- | --------- | ------------------------------------------ |
| 2017 | Nominado  | Live Cam Company of the Year — Europe      |
| 2017 | Nominado  | Adult Site of the Year — Live Cam (Europe) |

| Año  | Resultado | Premio                 |
| ---- | --------- | ---------------------- |
| 2017 | Nominado  | Best Cam Site — Europe |

| Año  | Resultado | Premio                             |
| ---- | --------- | ---------------------------------- |
| 2016 | Ganador   | Best Live Cam Revenue Program (EU) |
| 2017 | Nominado  | Best Cam Platform (EU)             |
| 2017 | Nominado  | Best White Label Provider          |
| 2017 | Nominado  | Best Marketing Campaign            |
| 2017 | Nominado  | Best Live Cam Revenue Program (EU) |
| 2017 | Ganador   | Company of the Year                |

| Año  | Resultado | Premio                 |
| ---- | --------- | ---------------------- |
| 2016 | Ganador   | Best European Cam Site |
| 2017 | Ganador   | Best Tipping Cam Site  |

| Año  | Resultado | Premio                                 |
| ---- | --------- | -------------------------------------- |
| 2016 | Ganador   | Best Affiliate Program                 |
| 2017 | Ganador   | Live Cam Affiliate Program of the Year |
| 2017 | Ganador   | Freemium Cam Site of the Year          |

| Año  | Resultado | Premio                           |
| ---- | --------- | -------------------------------- |
| 2016 | Ganador   | Best Emerging Live Cam Site      |
| 2017 | Ganador   | Best Live Cam WhiteLabel Program |
| 2017 | Ganador   | Best Live Cam Affiliate Program  |

| Año  | Resultado | Premio                          |
| ---- | --------- | ------------------------------- |
| 2017 | Ganador   | Best Credits or Tokens Cam Site |
| 2017 | Ganador   | Best Russian Adult Webcams Site |